# Zechin
Zechin è un comune di 634 abitanti del Brandeburgo, in Germania.

Appartiene al circondario del Märkisch-Oderland ed è amministrato dall'Amt Golzow.

## Storia
Il comune di Zechin fu creato il 1º gennaio 1998 dalla fusione del vecchio comune di Zechin con i comuni di Buschdorf e Friedrichsaue.

### Simboli
Il comune di Zechin non possiede né uno stemma né una bandiera.
La frazione di Zechin, al contrario, possiede tali simboli, definiti come segue:
Stemma
Bandiera
auf der Nahtstelle aufgelegten Ortsteilsymbol.»

## Geografia antropica
Il comune di Zechin è suddiviso nelle 3 frazioni (Ortsteil) di Zechin, Buschdorf e Friedrichsaue.

## Amministrazione

### Gemellaggi
Il comune di Zechin è gemellato con:
- Boevange-sur-Attert, dal 2005[6]